# 사이버 대학 (일본)
사이버 대학(일본어: サイバー大学, Cyber University)은 일본의 사립 대학이다. 모든 강의가 온라인으로 제공되지만, 후쿠오카시의 후쿠오카 아일랜드시티 안에도 캠퍼스가 위치하고 있다.